# ウナギイヌ
ウナギイヌ(鰻犬)は、赤塚不二夫の漫画『天才バカボン』および本作品を原作としたアニメに登場するキャラクター。イヌの父とウナギの母との間に生まれた「ハーフ」である。故郷の浜名湖に因み、浜松市のマスコットキャラクター【はままつ福市長】（『福』は赤丸に白抜き文字）として採用されていた。フジオプロとの契約は、2007年度~2012年度迄。
1979年~1980年にかけては、主人公に昇格した4コマ漫画『ウナギイヌ』も連載されている。
2007年5月からは、故郷の浜名湖に面している浜松市のマスコットキャラクター【はままつ福市長】（『福』は赤丸に白抜き文字）として採用されていた が、2012年度には出世大名家康くんにその地位を譲る形で、マスコットキャラクターとしての契約は終了した。

## 特徴
「ワンワン」と鳴き、日本語を喋ることもできる。全身はウナギのようにヌルヌルしていて捕まえようとしても、捕まえる手が滑ってしまいうまく逃げられてしまう。真っ黒く太いウナギの胴体にイヌの4本足を備えており、おにぎり型の頭がついている。尻尾は木の葉状で、ウナギの尾びれをオーバーに表現したような形をしている。顔には、ピンク色のタラコ唇、イヌのヒゲ（洞毛）、まん丸の目、申しわけ程度の耳がある。口の中の一本歯とのどちんこ（口蓋垂）が特徴である。色は『元祖天才バカボン』では青、『平成天才バカボン』では黒、『レレレの天才バカボン』では紺、『深夜!天才バカボン』では青緑。年齢は天才。言葉遣いは丁寧。語尾に基本的に「ワンワン」をつける。犬小屋を細長くしたような住みかを川岸に建てて住んでいる。なお、その小屋の上半分は陸上にあり、下半分は水中に没している（これを見たバカボンのパパは「これではまるで床上浸水なのだ」と発している）。
バカボンのパパがウナギイヌの家に招待されて両親を紹介された際、ウナギイヌの誕生の経緯について語られ、父イヌが「自分はイヌのくせに『泥棒ねこ』だった」と語り、魚屋で母ウナギを見初め、そのまま駆け落ちしてウナギイヌが生まれた、としている。
1972年の「週刊少年マガジン」（講談社）51号で、巻末に「衝撃の告白!! 作者が明かすウナギイヌの正体」という特集記事が組まれ、その中に「ウナギイヌ#㊙調書大公開」と題し、ウナギイヌの家系図が掲載。それによると、ウナギイヌには「ウナギイヌ江」という姉と、「ウナギイヌ子」という妹が存在。妹は従軍看護婦、姉はポーラ化粧品のセールスマンで、べし（『もーれつア太郎』）の息子・コルゲンコーワというカエルと「国際結婚」し、「ウナコーワ」という娘を誕生させている。また、父イヌの浮気相手は「夜のイヌ」であり、さらに父イヌの先祖はかつて「勤王のシシ」という獅子と戦った「幕府のイヌ」という。

## キャラクター誕生の経緯

### 長谷邦夫の説
長谷邦夫によると、ウナギイヌが生まれた背景には、真夏の昼前に実施された『天才バカボン』のアイデア会議の際、フジオプロの打ち合わせ部屋のクーラーが壊れて暑くなり、おかげですっかりヤル気をなくした赤塚がウナギ屋へ避暑に行こう（＝サボろう）としたのを、掲載誌である『週刊少年マガジン』の担当、五十嵐隆夫記者がこれを阻止せんとしきりに粘った攻防があったという。
五十嵐記者は何とか掲載号のアイデアを捻出させようと「目ン玉繋がりのお巡りさんが暑くてウナギを食べたがっているんですよ」とネタを振り、これを受けた長谷邦夫が「犬をウナギと間違えて、捕らえて食おうと飛びかかる」と話を広げた。「いくらなんでも犬は食わないだろう。」「あのお巡りは犬とウナギを見間違える程の幻覚を見たんだ」などと話を膨らませ、それではと赤塚が犬とウナギを合体させたキャラクターをスケッチしたところウケたため、この絵を見た古谷三敏が「コイツはウナギみたいに捕らえどころがないんだろう」「体の色は黒い方がいい」とこのキャラクターの方向付けをした。こうしてウナギイヌが誕生し、五十嵐記者はヤル気のなかった赤塚から無事に上がり原稿を入手することができた。

### 五十嵐隆夫の説
五十嵐隆夫によると、ウナギ屋に行こうとした赤塚と押し問答になった末、観念した赤塚が外を眺めながら、「犬もウナギに見えてきた」とこぼしたことからウナギイヌのアイデアが生まれたという。

### 古谷三敏の説
古谷三敏によると、アイデア会議で次の掲載日は土用の丑の日などと話をしていたところを犬が走り去り、古谷がウナギと犬を足したらどうかというアイデアを出し、赤塚がこれを面白いと言ったことから生まれたという。
古谷の自伝「ボクの手塚治虫せんせい」ではまた違った説が書かれている。古谷が赤塚と知り合う前から作っていた何百というキャラクターのスクラップブックを見ていた赤塚がウナギイヌを気に入り、「これ頂戴！」と頼んで古谷がプレゼントしたという。
だが、後に「昭和カルチャーズ『元祖天才バカボン』feat. ウナギイヌ」では、古谷自身、この証言を否定している。

### 「赤塚不二夫公認サイトこれでいいのだ！！」の説
「赤塚不二夫公認サイトこれでいいのだ！！」のQ&Aによると、五十嵐が赤塚に頼まれてタバコを買ってきた間に誕生していたという。

## 声優
- 池水通洋 - 『元祖天才バカボン』
- 田原アルノ - 『平成天才バカボン』
- 塩屋浩三 - 『レレレの天才バカボン』
- 新井浩文 - 『これでいいのだ!!映画★赤塚不二夫』
- 櫻井孝宏 - 『深夜!天才バカボン』
- 秋本帆華 - 『天才バカヴォン〜蘇るフランダースの犬〜』

## 両親
父親
声 - 峰恵研（第3作）/ 塩屋浩三（第4作）
イヌの父親。かつてはイヌなのに泥棒ねこだったといい、魚屋を通りがかった際に後に妻となるウナギに一目ぼれする。
母親
声 - 松本梨香（第3作）/ 緒方賢一（第4作）
ウナギの母親。頭にかんざしをつけている。家では水に浸かった部分に生活している。将来夫となる犬が魚屋を通りがかった際、自分を連れて逃げるように懇願する。家を持つまでは水筒の中で生活していた。
原作では名前は不明だが、アニメ第3作ではコハル、テレビ絵本ではうなこと設定された。

## 補足
- 原作の初登場「ウナギのイヌのカバヤキなのだ」では「ワンワン」や「キャイン」という鳴き声は出すも人語は出せず、バカボンのパパに蒲焼きにされて食べられてしまう。2度目の登場となる「カエルはカエルがさばくのだ」では扉のみ登場、食われずに済むようになったのは3度目の登場の「天才ウナギイヌ」からである。アニメ第2作『元祖天才バカボン』では、106話「ショートギャグでコニャニャチハ」でバカボンのパパ達に食べられ、その時には首から下は骨の「ウチワイヌ」にされたが、普通に生きていた。『深夜!天才バカボン』では第2話で初登場し、原作同様パパに食べられてしまうも、Bパートで復活し、1話で二度食べられたくないと言っている。本作では、その後も度々食べられ（描写はないが本官さんにも食べられたと発言）、9話Bパートで描かれたリアルな現実世界の未来ではパパが過去に食べてしまい、漫画ではないから復活しないと嘆いている。
- 初登場の時は四つ足は全て白かった。再登場の時に黒い四つ足に変更された。
- 先述の「天才ウナギイヌ」の扉には、背中にマントを着けオートバイに乗るウナギイヌが掲載、その上に『月光仮面』主題歌『月光仮面は誰でしょう』の替え歌による「ウナギイヌの歌」が掲載されていた。この歌は曙出版や講談社から発売された単行本には収録されていなかったが、竹書房から発売された文庫本には掲載されている。なお『月光仮面』の原作者・川内康範はこのウナギイヌに大喜び、後に赤塚の自宅に遊びにいった際、23年間守った禁酒を破って赤塚と酒を飲み交わしたという[11]。
- 「天才ウナギイヌ」が掲載した同時期には、「週刊少年サンデー」に赤塚が連載している『レッツラゴン』にもウナギイヌは登場、ゴン・ベラマッチャと共演したが、ゴンに食われそうになったので去った。なおこの時のウナギイヌは、なぜか第一人称を「あたい」と言っていた（通常は「僕」）。
- 1990年のフジテレビ系列で放送されたアニメ第3作『平成天才バカボン』では、最終回のラスト、それまで放送された映像を見ていたレギュラー陣と全ゲストキャラが登場、さらにそのシーンを見ていた全キャラ→それを見ていた全キャラ…と連続メタフィクションオチが続いたところで登場し、「まったく、いい加減にしてほしいですねぇ。では、ごきげんよう」と言いながら番組を締めくくった。
- 1999年からテレビ東京系列で放送されたアニメ第4作『レレレの天才バカボン』では、Aパートの前に登場して「こんばんは、ウナギイヌです。ワン。バカボンを見るときは、部屋を明るくして、テレビから離れて見てください」と視聴者に語りかけていた。DVDでは「こんばんは」のセリフ部分が「はじめまして」となっている。また、白いウナギイヌがウナギイヌの恋人?として出演した。
- TBS系列で放送された番組『おサイフいっぱいクイズ!QQQのQ』ではオープニングに本官さんと一緒に登場し、タイトルデザインのモチーフにもなった。
- 2013年3月15日より東京ガス「エネファーム」のテレビコマーシャルに「電気ウナギイヌ」として登場している[12]。こちらは腹にコンセントがあり、ヒゲが黄色くギザギザしたもの（電気の象徴化）になっている。声は田原アルノが担当[13]。また、同年12月27日放送開始のコマーシャルからは体色が緑で「電気ウナギイヌ」のいとこという設定の「節電気ウナギイヌ」も登場している[14]。
- 2017年の実写ドラマ『天才バカボン2』に登場。CGで描かれるも人語は喋らず、レレレのおじさんに紹介されていた。
- 文化人類学者ジョン・G・ラッセル（岐阜大学教授）の著書『日本人の黒人観―問題は「ちびくろサンボ」だけではない』の中では、ウナギイヌを黒人のメタファーであると誤解、糾弾する箇所がある[15]。なお、赤塚にこのキャラクターに関するそのような認識はない。